# Abri antisouffle
 (juin 2023).
Si vous disposez d'ouvrages ou d'articles de référence ou si vous connaissez des sites web de qualité traitant du thème abordé ici, merci de compléter l'article en donnant les références utiles à sa vérifiabilité et en les liant à la section « Notes et références ».
Un abri antisouffle est un abri destiné à protéger ses occupants des explosions et de l'effet de souffle consécutifs à ces explosions. Les explosions peuvent provenir aussi bien de celles de bombes, ou de chantiers dangereux, ou d'installations pétrochimiques.
Il diffère d'un abri antiatomique, en ce sens que son objectif principal est de protéger des ondes de choc et de la surpression (en) plutôt que des retombées radioactives, comme le fait un abri antiatomique.

## Principe
Les abris antisouffles permettent de survivre à de fortes explosions. Elle peut être souterraine avec une onde de choc ou aérienne avec un souffle explosif. Elles peuvent être accompagnées de projections de débris avec un impact de pénétration parfois difficile à calculer.
Les abris antisouffle doivent pouvoir également faire face à la dépression qui dure plusieurs secondes après le passage de l'onde de choc. La structure fournit une protection substantielle contre les rayonnements, et la pression négative n'est généralement que de 1/3 de la surpression.[réf. nécessaire]

## Caractéristiques
Une spécification typique pour un abri lourd de défense civile en Europe pendant la guerre froide était l'explosion aérienne d'une arme de 500 kilotonnes à une hauteur de 500 mètres. Une telle arme serait utilisée pour attaquer des cibles souples (en) (usines, centres administratifs, communications) dans le secteur.
Les abris antisouffle dévient l'onde de choc des explosions à proximité pour éviter des blessures internes aux occupants. Alors que les bâtiments à ossature s'effondrent à partir d'aussi peu que 3 psi (20 kPa ) de surpression, des abris antisouffle sont construits pour suporter plusieurs centaines de psi.
Les abris antisouffle peuvent être installés dans des infrastructures de génie civil tels que les égouts ou des stations de métro.
Néanmoins, ils  nécessitent plusieurs ajouts pour fonctionner correctement : portes antisouffle, équipement de filtration et de ventilation de l'air, sorties secondaires et systèmes d'étanchéité à l'air.

L'abri doit aussi aussi protéger les occupants des intempéries tels que la pluie ou le froid.
Pour certains modulaires résistants aux explosions, un ancrage au sol (solidarisation entre les châssis et le sol et les fondations) est requis.

### Emplacement
L'idéal est d'abord un abri disponible le plus proche possible des lieux de résidence des personnes.
Un abri peut facilement être ajouté à une construction déjà existante. Pour cela il faut choisir une pièce suffisamment solide pour supporter le souffle. L'idéal est d'installer l'abri au sous-sol de la maison, mais toutes les pièces suffisamment solides peuvent suffire.
Si l'abri est intégré à une maison, l'idéal est de la construire au centre de l'habitation, les murs pouvant bloquer une partie du souffle.

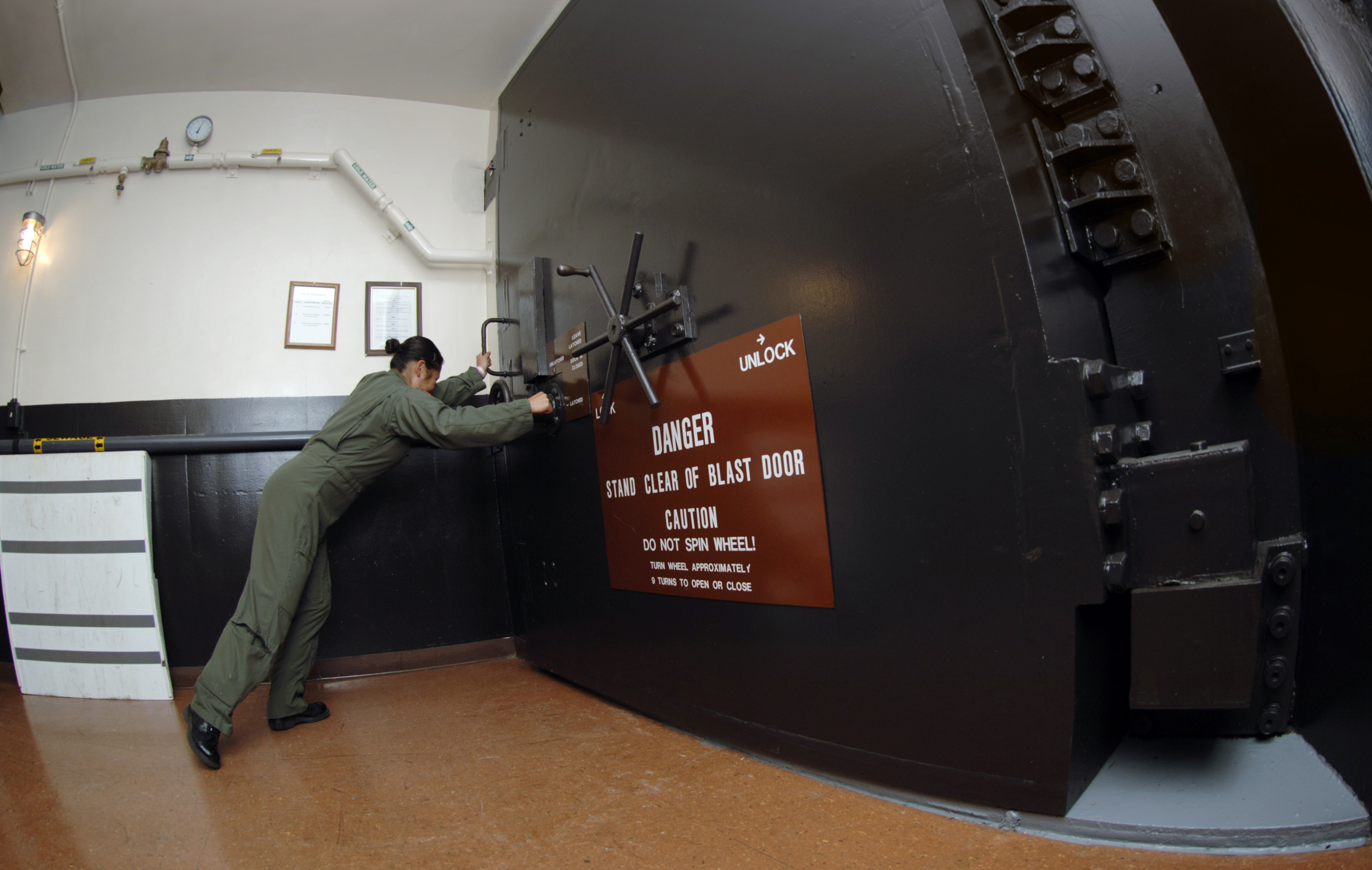
Portes antisouffle dans une casemate de la base aérienne de Minot, Dakota du Nord.

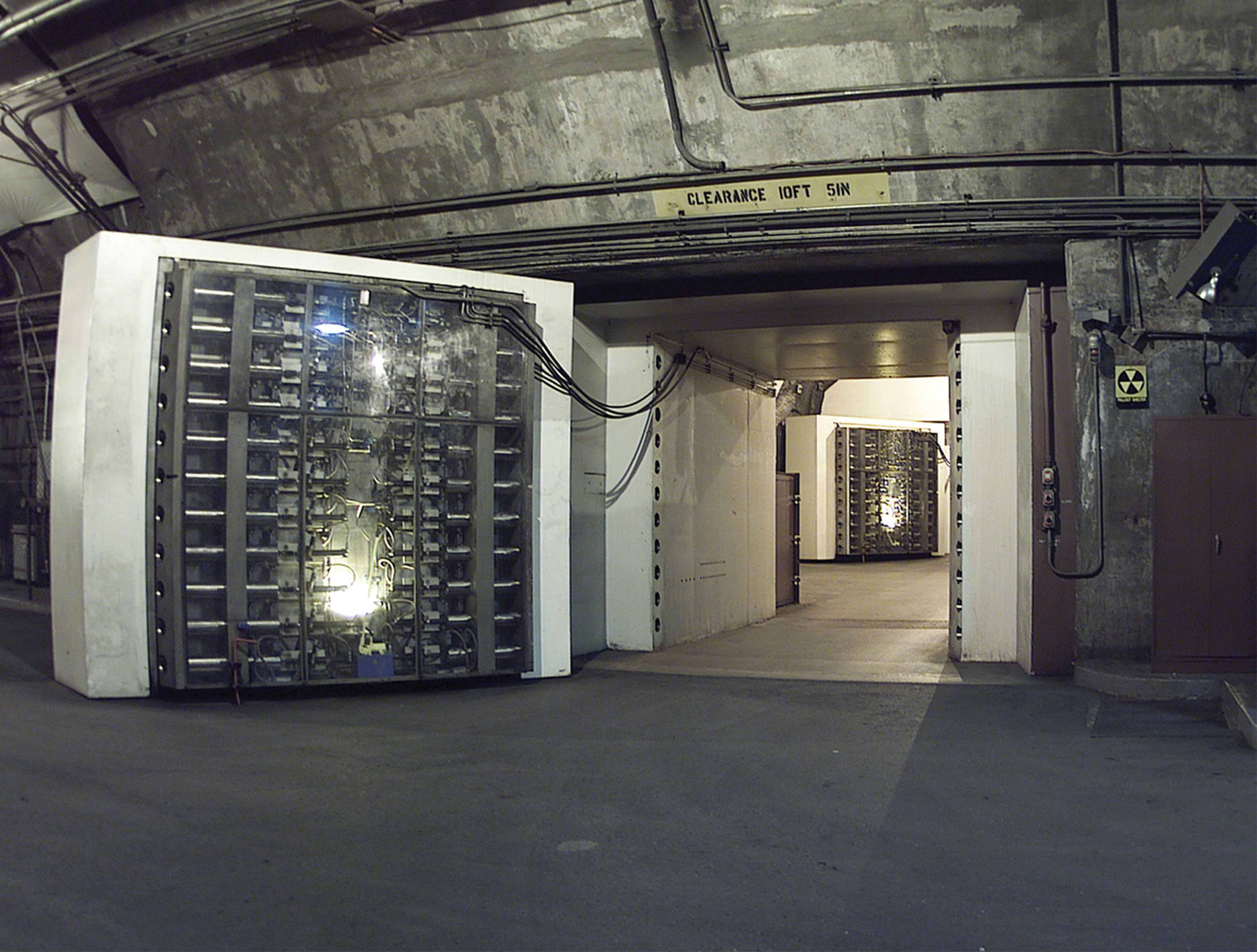
La porte antisouffle de 25 tonnes de l'abri antiatomique de Cheyenne Mountain. Une autre porte antisouffle est visible à arrière-plan.

### Matériaux utilisés
La structure construite à cet effet la plus courante est une voûte ou une arche en béton armé d'acier enterrée ou située dans le sous-sol d'une maison.
Pour les former, une tente flexible étroite (1-2 mètres de large) en bois mince est placée dans une tranchée profonde (généralement le sommet de la tente est en dessous du niveau du sol), puis recouverte de tissu ou de plastique, puis recouverte de 1 à 2 mètres de terre tassée. Les abris de ce type sont des abris antiexplosion approuvés aux États-Unis et en Chine. Les entrées sont construites à partir d’épais cadres en bois. Les soupapes de sablage doivent être construites à partir de bandes de roulement posées sur d’épaisses grilles en bois.

### Éléments caractéristiques

#### Ouvertures
Les portes doivent être au moins aussi solides que les murs et construite de telle sorte à ce qu'elle ne soit pas exposée à l'onde de choc, le bord de la porte étant un point faible de la structure.[réf. nécessaire]
Pour protéger les ouvertures, des sacs de sables peuvent être installés.
Elles sont généralement construites en acier, avec un linteau en acier ajusté et un cadre soudé à l'armature en acier du béton et construites derrière un virage à 90° dans un couloir ayant une sortie pour la surpression.[réf. nécessaire]

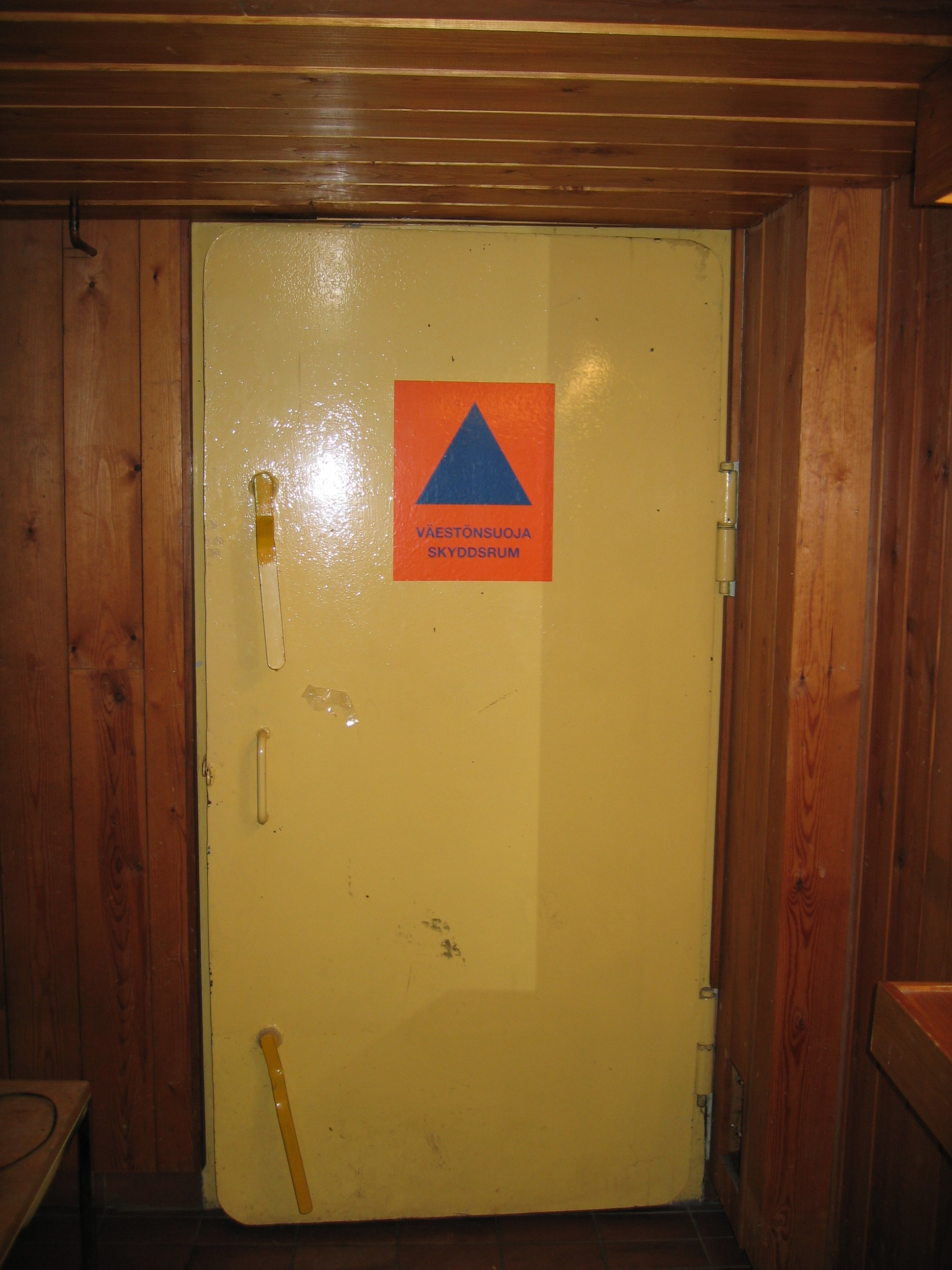
La porte d'un abri léger de protection civile en Finlande

Pour éviter les infiltrations d'eau, un film plastique peut être placé sur la structure principale du bunker avant de l'enterrer. Épais (5-mil ou 125 μm), un film de polyéthylène peu coûteux sert assez bien, car le mort-terrain le protège de la dégradation par le vent et la lumière du soleil.
Certains fournisseurs proposent des abris antisouffle conçus pour être occupés par des familles pour un coût modeste. Une approche de conception courante utilise des coques en plastique renforcé de fibres. La protection contre la compression peut être assurée par un arc de terre peu coûteux.

### Électricité
Le réseau électrique doit répondre aux risques identifiés.

### Ventilation
Les ouvertures de ventilation de l'abri doivent être protégées par des clapets anti-retour. Une soupape antisouffle (en) est fermée par une onde de choc, mais reste sinon ouverte. Si le bunker est en zone bâtie, il peut comporter un refroidissement par eau ou un tube plongeur et des tubes respiratoires pour protéger les habitants des tempêtes de feu.[réf. nécessaire]
Un système de ventilation manuel doit aussi être installé pour renouveler l'air.

## Historique

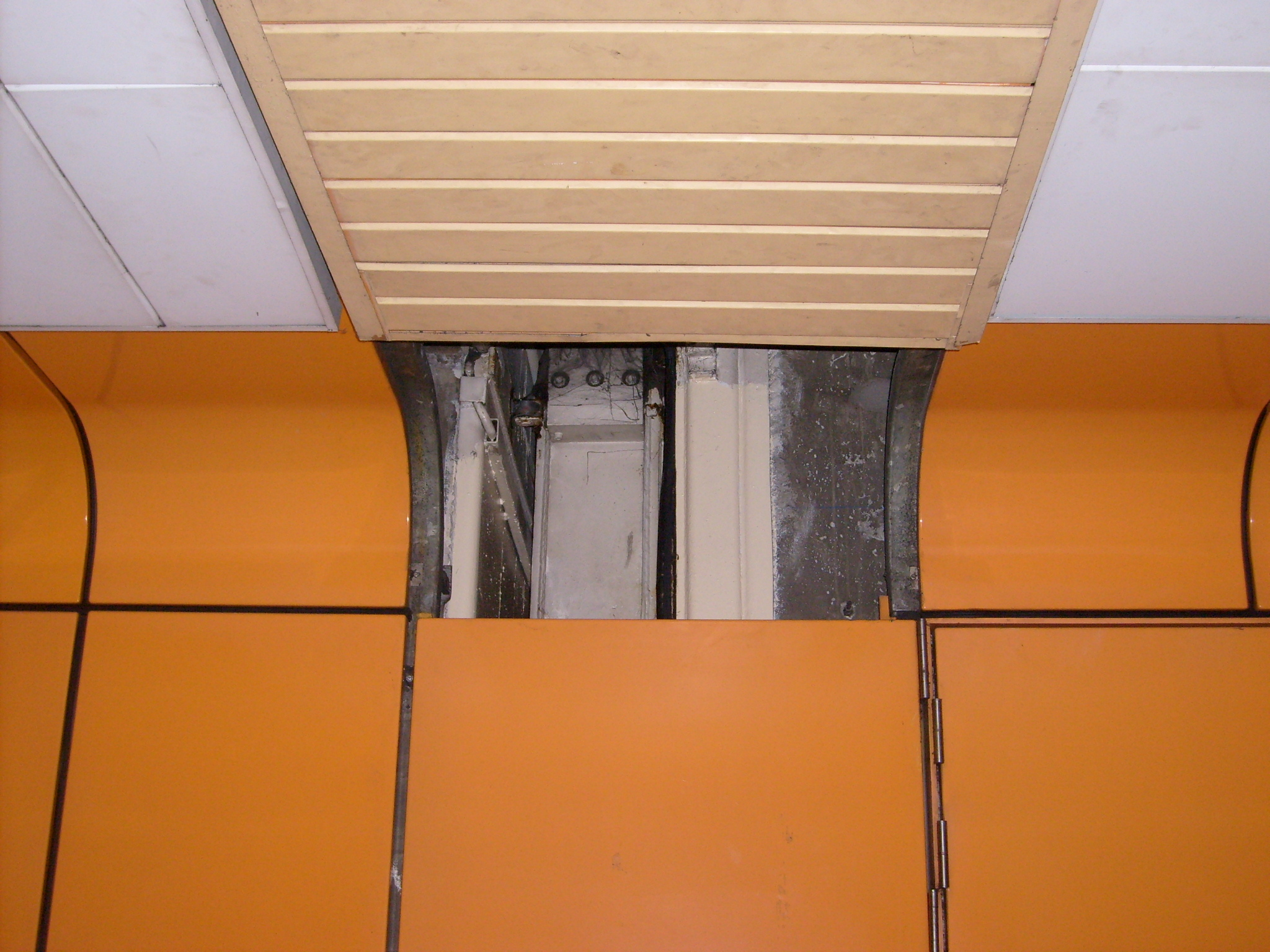
Une porte antisouffle d'un abri de métro à Singapour

### Seconde Guerre mondiale
C'est par exemple le cas des habitants de Londres et de Moscou.

### Guerre Froide
Dans la seconde moitié du XXe siècle, des stations de métro d'Europe de l'Est et d'URSS ont été construites pour servir d'abris antisouffle.[réf. nécessaire]

## Utilisations par pays

### Corée du Nord
Les stations du métro de Pyongyang en Corée du Nord — construites dans les années 1960 à 1970 — sont conçues comme des abris antisouffle. Elles sont construites à 110 mètres (360,892389 pi), chaque entrée de station étant dotée d'épaisses portes antisouffle en acier,.

### Suisse
En Suisse, qui exige des abris pour les immeubles privés et les grandes maisons privées, les abris les plus légers sont construits en acier inoxydable.[réf. nécessaire]

## Normes
Les abris sont classés selon 5 classes de EXR1 à EXR5 en résistance croissante.

### UE
Il existe plusieurs normes au niveau européen. Il s'agit des normes EN 13123-1, EN 13123-2, EN 13124-1 et EN 13124-2.